# When You Finish Saving the World
When You Finish Saving the World is een Amerikaanse film uit 2022, geschreven en geregisseerd door Jesse Eisenberg, gebaseerd op zijn gelijknamig audioboek uit 2020.

## Verhaal
Middelbare scholier Ziggy speelt vanuit de thuisstudio in zijn slaapkamer originele folkrocknummers en heeft een grote schare fans op het internet. Zijn moeder Evelyn runt een opvangcentrum voor slachtoffers van huiselijk geweld. Terwijl Ziggy probeert zijn muziek bij te schaven om indruk te maken op zijn klasgenoot Lila, ontmoet Evelyn Angie en haar tienerzoon Kyle wanneer ze hun toevlucht zoeken in haar instelling. Ze ziet een band tussen de twee die ze mist met haar eigen zoon en besluit Kyle onder haar hoede te nemen.

## Rolverdeling
| Acteur             | Personage |
| ------------------ | --------- |
| Julianne Moore     | Evelyn    |
| Finn Wolfhard      | Ziggy     |
| Alisha Boe         | Lila      |
| Jay O. Sanders     | Roger     |
| Billy Bryk         | Kyle      |
| Eleonore Hendricks | Angie     |

## Productie
Op 9 april 2020 werden Jesse Eisenberg, Finn Wolfhard en Kaitlyn Dever gecast in het Audible Original When You Finish Saving the World, geschreven door Eisenberg. Het verhaal werd verteld vanuit het perspectief van drie familieleden, in verschillende stadia van hun leven, en op 4 augustus 2020 uitgebracht. Bovendien was het de bedoeling dat het audioboek zou worden aangepast tot een komedie-dramafilm met Finn Wolfhard en Julianne Moore in de hoofdrollen en Jesse Eisenberg debuteert als regisseur. In november 2020 vond de preproductie plaats in Albuquerque, New Mexico en het filmen startte in februari 2021 en werd afgerond in maart 2021.

## Release en ontvangst
When You Finish Saving the World ging op 21 januari 2022 in première op het Sundance Film Festival. De film kreeg overwegend positieve kritieken van de filmcritici, met een score van 75% op Rotten Tomatoes, gebaseerd op 51 beoordelingen.